# Marie-Joseph Farcot

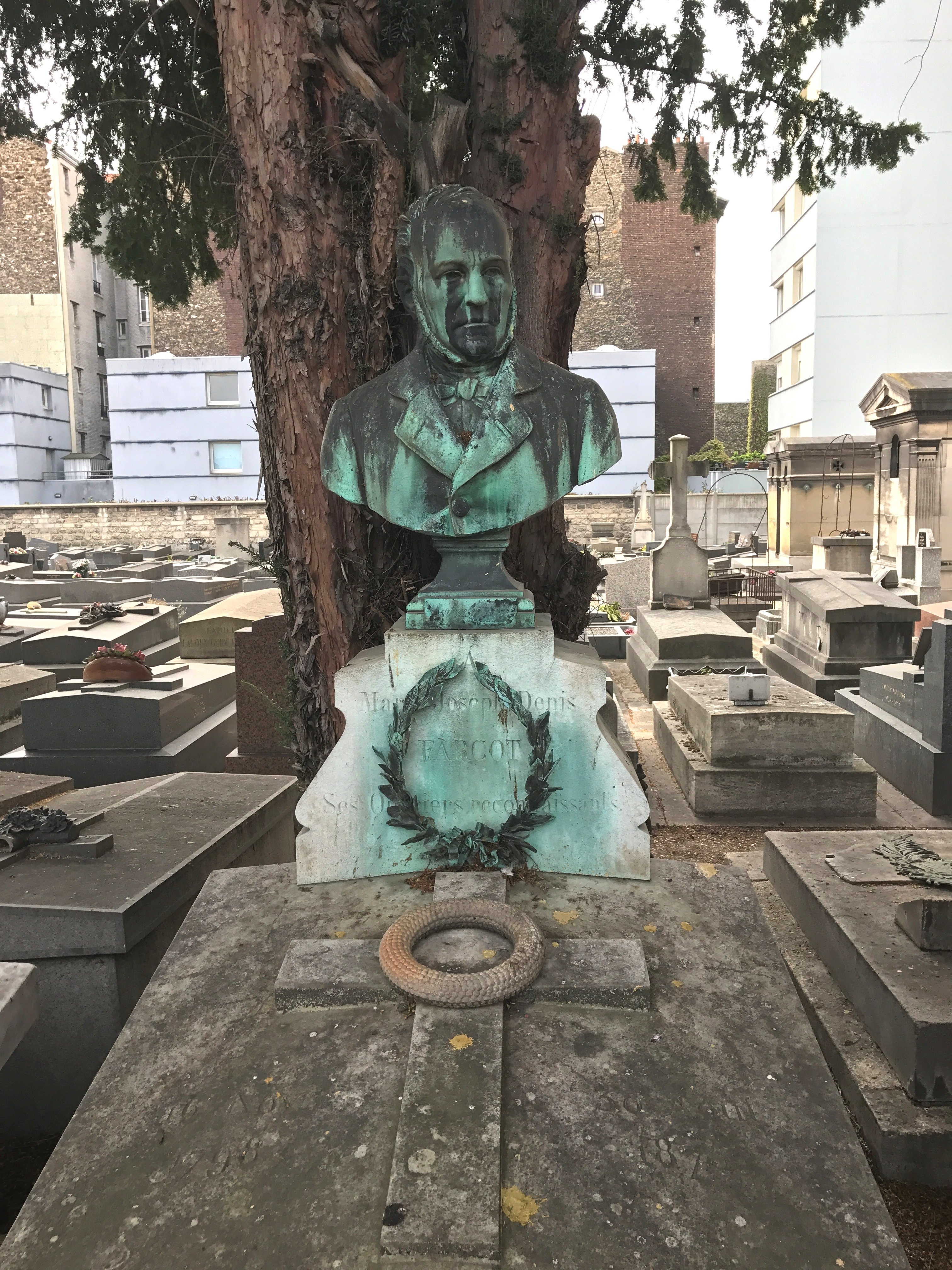
Sépulture Farcot au cimetière communal de Saint-Ouen.

Marie-Joseph-Denis Farcot (16 novembre 1798 à Paris – 30 août 1875 à Saint Ouen (Seine) est un ingénieur français, constructeur de machines à vapeur.

## Famille
Son père, Joseph Jean Chrysostome Farcot (né le 8 avril 1744 à Senlis et mort le 23 août 1815 à Paris), est un négociant situé rue Quincampoix à Paris,. Il fut membre de la Congrégation de l'Oratoire où il a enseigné la philosophie des écoles puis la physique expérimentale, professeur spécial de mathématiques d'abord à Vendôme puis à Juilly, directeur du bureau des statistiques, économiste, membre du directoire du département de la Seine. 
Son fils Joseph Farcot (1824-1908) déposa de nombreux brevets dans le domaine de la mécanique à l'usine PSA de Saint-Ouen.

## Brevet
Au début du XIXe siècle, la machine à vapeur connut quelques développements importants qui en améliorèrent le fonctionnement ou le rendement, et qui concernaient essentiellement les chaudières et le système de distribution de la vapeur.
La distribution par des robinets à quatre voies, puis par des tiroirs (William Murdock, 1799) simplifia les organes de distribution. En 1836, Marie-Joseph Farcot fit breveter la première distribution qui ait réalisé pratiquement la détente variable vers le régulateur.